# ジャン1世・ド・モンフォール
ジャン1世・ド・モンフォール（John I de Montfort, 1228年ごろ - 1249年）は、モンフォール＝ラモーリー伯（在位：1241年 - 1249年）。アモーリー6世・ド・モンフォールとベアトリス・ド・ヴィエノワの息子。1248年にルイ9世の十字軍艦隊に加わった。艦隊がリマソールに到着すると、激しい嵐によって散り散りになり、再集結するまでそこで待機せざるを得なかったが、ジャンはキプロスでルイの残りの軍を待っている間に病死した。

## 結婚
1248年3月、シャトーダン子爵ジョフロワ6世とクレマンス・ド・ロッシュの娘であるシャトー・デュ・ロワール女領主ジャンヌ・ド・シャトーダンと結婚し、1女をもうけた。
- ベアトリス（1249年 -1312年） - モンフォール＝ラモーリー女伯。1260年にドルー伯ロベール4世と結婚[3]。